# André Joseph Emmanuel Massenet
André Joseph Emmanuel Massenet, né le 25 décembre 1864 à Saint-Ségal (Finistère) et mort le  26 septembre 1961 à Paris, est un général français, grand-croix de la Légion d'honneur, dont le nom est associé à la Première Guerre mondiale.

## Biographie

### Famille
Emmanuel Massenet est le fils du polytechnicien Camille Massenet, colonel d'artillerie, et de Pauline Le François de Grainville. Petit-fils du maître de forges Alexis Massenet, il est le neveu du compositeur Jules Massenet et du général Edmond Massenet-Royer de Marancour, ainsi que le cousin germain du général Robert Massenet-Royer de Marancour. Marié à Blanche Belenfant, fille de Jules Belenfant, avocat et notaire à Rochefort, et d'Anna Girard (petite-nièce de Pierre-Simon Girard), il est le père de l'ingénieur et haut fonctionnaire Pierre Massenet qui sera président de la RATP.

### Formation
Il sort diplômé de l'École polytechnique. 

### Premières affectations
Entre 1885 et 1914 il sert en Afrique du Nord, notamment comme chef d'escadron à Casablanca à partir de 1907.

### Première Guerre mondiale
En 1915 il est nommé colonel. En 1917 il est commandant de l'artillerie du 35e corps d'armée (il a à son actif la capture de 1 100 prisonniers en avril 1917). En 1918, général de division, il commande la 39e division d'infanterie, puis, fin 1918, le 7e corps d'armée (avec lequel il capture encore 1 000 prisonniers).

### Après-guerre
De 1919 à 1920, il est adjoint du général commandant en chef les forces polonaises (armée Haller) envoyée combattre les bolchéviques et y commande le 3e corps d'armée sur le front de Mazovie. Il est promu général de corps d'armée en 1921 et termine sa carrière militaire comme commandant du 12e corps d'armée à Limoges jusqu'en 1926.
Il est élevé à la dignité de grand-croix de la Légion d'honneur le 21 décembre 1926.

## Grades
- 24/06/1912 : lieutenant-colonel
- 22/02/1915 : colonel
- 25/10/1916 : général de brigade à titre temporaire
- 31/12/1916 : général de brigade
- 04/06/1918 : général de division à titre temporaire
- 23/12/1918 : général de division
- 09/02/1921 : rang de commandant de corps d'armée et appellation de général de corps d'armée

## Décorations
- Grand-croix de la Légion d'honneur (21/12/26) 
  -  Grand officier de la Légion d'honneur (15/01/20)
  -  Commandeur de la Légion d'honneur (01/10/17)
  -  Officier de la Légion d'honneur (10/04/15)
  -  Chevalier de la Légion d'honneur (12/07/04)
- Croix de guerre 1914–1918 (8 palmes)
- Médaille commémorative du Maroc avec agrafe Casablanca
- Médaille interalliée de la Victoire
- Médaille commémorative de la guerre 1914–1918

- Grand officier de l'ordre de la Couronne ( Belgique)
- Croix de guerre 1 palme ( Belgique)
- Ordre de Saint-Michel et Saint-Georges( Royaume-Uni)
- Chevalier de l'Ordre de Saint-Vladimir (Russie)

## Postes
- 02/08/1914 : commandant de l'Artillerie de la 53e Division d'Infanterie de Réserve
- 11/06/1916 : commandant de l'Artillerie du 35e Corps d'Armée
- 25/10/1916 : commandant de la 39e Division d'Infanterie
- 04/06/1918 : commandant du 7e Corps d'Armée
- 22/01/1919 : commandant de la 7e Région (Besançon).
- 28/03/1919 : commandant du 3e Corps d'Armée Polonais
- 08/09/1920 : en congé
- 08/10/1920 : en disponibilité
- 09/02/1921 : commandant du 12e Corps d'Armée
- 25/12/1926 : placé dans la section de réserve.